# Triton (Mond)
Triton (auch Neptun I) ist der mit Abstand größte Mond des Planeten Neptun. Mit einem Durchmesser von 2707 Kilometern ist er der siebtgrößte Mond und der sechzehntgrößte Körper des Sonnensystems. Er umkreist Neptun auf einer rückläufigen (retrograden) Bahn als achtinnerster Mond. Er zählt zu den Eismonden.

## Entdeckung und Benennung
Triton wurde am 10. Oktober 1846 vom Bierbrauer und Hobbyastronomen William Lassell entdeckt. Erst 17 Tage zuvor hatte Johann Gottfried Galle den Riesenplaneten Neptun entdeckt. John Herschel hatte daraufhin Lassell in einem Brief vorgeschlagen, nach möglichen Monden Ausschau zu halten. Lassell tat dies und fand Triton nach acht Tagen.
Benannt wurde der Mond nach Triton, einem Meeresgott aus der griechischen Mythologie, der oft als Sohn des Poseidon bezeichnet wird. Der Name wurde erst 1880 von Camille Flammarion und anderen Astronomen vorgeschlagen, allerdings wurde der Name lange Zeit offiziell nicht benutzt. Aus Aufzeichnungen von 1939 geht hervor, dass der Mond zwar einen Namen hatte, dieser war jedoch allgemein nicht im Gebrauch. In der astronomischen Literatur war immer nur vom Mond des Neptun die Rede.

## Bahneigenschaften

### Umlaufbahn
Triton umkreist Neptun auf einer retrograden, fast perfekt kreisförmigen Umlaufbahn in einem mittleren Abstand von 354.759 Kilometern (14,3 Neptunradien) von dessen Zentrum, also 330.000 Kilometer über dessen Wolkenobergrenze. Die Bahnexzentrizität beträgt 0,000016, die Bahn ist mit 157,35° stark geneigt.
Die mittlere Umlaufbahn des nächstinneren Mondes Proteus ist 237.100 Kilometer von Tritons Orbit entfernt, die des nächstäußeren Mondes Nereid im Mittel 5.159.000 Kilometer, aufgrund der hohen Bahnexzentrizität nähert sich Nereid Triton immer wieder bis auf etwa eine Million Kilometer an.
Triton benötigt für einen Umlauf um Neptun 5 Tage, 21 Stunden und 3 Minuten. Dabei umläuft er den Planeten, anders als die meisten Monde des Sonnensystems, retrograd (rückläufig), das heißt entgegen dessen Rotationsrichtung, was für einen Mond dieser Größe mit verhältnismäßig kleiner Distanz zum Zentralkörper höchst außergewöhnlich und im Sonnensystem einmalig ist.
Triton umläuft Neptun innerhalb eines kritischen Abstandes, wodurch er den Gezeitenkräften des Gasplaneten sehr stark ausgesetzt ist. Da sich Triton Neptun kontinuierlich annähert, wird er in etwa 3,6 Milliarden Jahren die Roche-Grenze nach innen passieren und zerrissen werden, wobei seine Bestandteile ein größeres Ringsystem, ähnlich dem des Saturn, bilden werden.
Vermutlich ist Triton ein größeres Objekt des Kuipergürtels, das von Neptun durch dessen Gravitationswirkung eingefangen wurde. Möglicherweise war Triton dabei Teil eines Doppelsystems. Im Laufe des Einfangsprozesses durch Neptun ist er wahrscheinlich mit dessen ursprünglichen Monden kollidiert und hat dieses System dabei zerstört. Sein Aufbau könnte dem des Zwergplaneten Pluto, dessen Mond Charon und anderen Mitgliedern des Kuipergürtels sehr stark ähneln.

### Rotation
Die Rotationszeit ist gleich der Umlaufzeit und Triton weist damit, wie der Erdmond, eine synchrone Rotation auf.

## Physikalische Eigenschaften
|             | Triton     | Erdmond    | Triton / Erdmond |
| ----------- | ---------- | ---------- | ---------------- |
| Durchmesser | 2707 km    | 3476 km    | 78 %             |
| Masse       | 2.15e22 kg | 7.35e22 kg | 29 %             |
| Bahnradius  | 354.800 km | 384.400 km | 92 %             |
| Umlaufdauer | 5,877 Tage | 27,32 Tage | 22 %             |

Triton hat einen mittleren Durchmesser von 2706,8 Kilometern und ist damit der mit Abstand größte Neptunmond. Auf ihn entfallen 99,5 % der gesamten Masse, die den Neptun umgibt, der Rest verteilt sich auf die anderen 13 Monde und Neptuns Ringsystem. Triton besitzt zudem mehr Masse als alle kleineren Monde im Sonnensystem zusammengenommen.
Tritons mittlere Dichte ist mit 2,05 g/cm3 die höchste im gesamten Neptunsystem. Er weist eine hohe Albedo von 0,72 auf, das heißt, 72 % des eingestrahlten Sonnenlichts werden reflektiert. Dies rührt daher, dass ein großer Teil seiner Oberfläche von Eis bedeckt ist.
Die Temperatur an der Oberfläche beträgt etwa 38 K oder −235 °C, die tiefste je direkt von einer Sonde gemessene im Sonnensystem.
Die Gesamtfläche beträgt etwa 23.018.000 Quadratkilometer und entspricht damit in etwa der Fläche Nordamerikas (ohne Grönland).

### Atmosphäre
Die Oberflächentemperatur von Triton ist im Mittel niedrig genug, um trotz der geringen Gravitation eine Atmosphäre festzuhalten, die zu 99 % aus Stickstoff, 1 % aus Methan und aus geringen Spuren von Kohlenmonoxid besteht. Allerdings ist der Druck mit 1,4–1,9 Pascal, der etwa 1/60.000 des Atmosphärendruckes auf der Erde entspricht, äußerst gering. Durch Sonneneinstrahlung hervorgerufene Konvektionsströme in der dünnen Atmosphäre sorgen dafür, dass von Tritons Geysiren an die Oberfläche gefördertes Material über große Flächen verteilt wird.

### Oberfläche

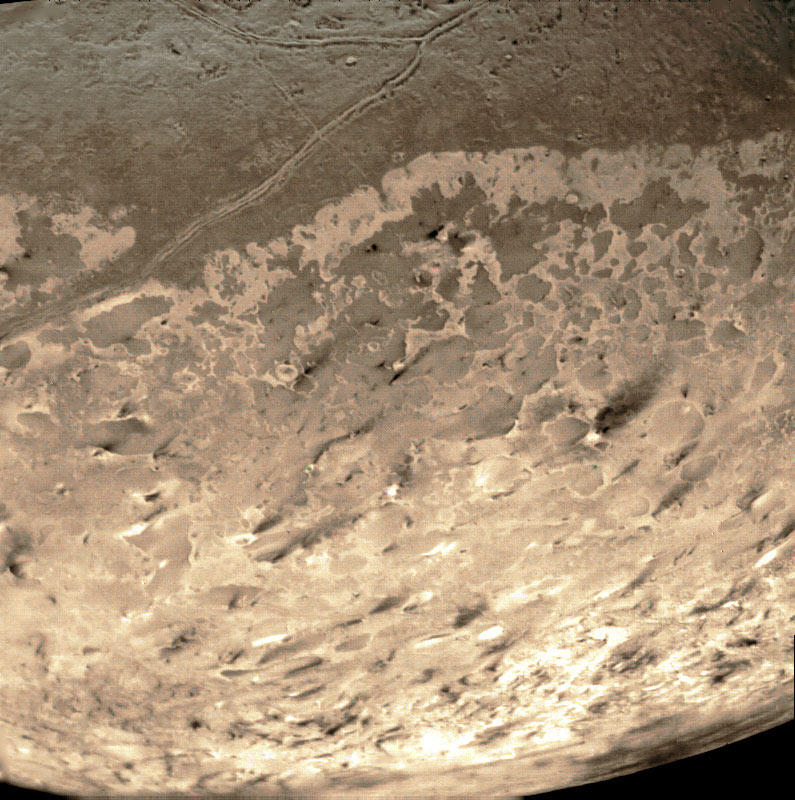
Geysire auf Triton, aufgenommen von Voyager 2, 1989. (nachkolorierte Aufnahme)

Als Voyager 2 am 25. August 1989 an Neptun und seinen Monden vorbeiflog, sandte sie dabei Aufnahmen von Tritons Oberfläche. Es zeigte sich ein Netzwerk von Verwerfungen, an denen die Eiskruste deformiert und zerbrochen wurde, wobei nur wenige Einschlagkrater vorhanden sind. Dies lässt darauf schließen, dass der Mond geologisch aktiv ist, wobei die Spuren älterer Krater durch geologische oder atmosphärische Prozesse verwischt wurden. Große Einschlagbecken wurden offensichtlich mehrfach durch zähflüssiges Material aus dem Innern aufgefüllt. Bisher einzigartig im Sonnensystem ist das „Honigmelonen-Terrain“, eine vermutlich durch Diapirismus gebildete Formation aus Mulden und Bergrücken, die große Teile der westlichen Hemisphäre bedeckt.
Überraschend war der Nachweis einer Art von „kaltem“ Vulkanismus, die man als Kryovulkanismus (Kälte- oder Eisvulkanismus) bezeichnet. Es wurden aktive Geysire festgestellt, die ein Gemisch aus flüssigem Stickstoff und mitgerissenem Gesteinsstaub bis in 8 km Höhe ausstoßen. Diese sind auf den Voyager-Aufnahmen als dunkle Rauchfahnen sichtbar. Ursächlich dafür dürfte die jahreszeitliche Erwärmung durch die Sonneneinstrahlung sein, die trotz ihrer geringen Intensität ausreicht, um gefrorenen Stickstoff zu verdampfen. Die ausgestoßenen Partikel setzen sich auf der Oberfläche ab und bilden Ablagerungen aus gefrorenem Methan und Silikaten. Das Methan wandelt sich infolge der Sonneneinstrahlung in andere organische Verbindungen um, die als dunkle Schlieren und Streifen sichtbar sind.
Wohl ähnlich wie Pluto ist Tritons Oberfläche zu 55 % mit gefrorenem Stickstoff, zu 15–35 % mit Wassereis und zu 10–20 % mit Trockeneis bedeckt. Zudem konnte ein 0,1%iger Methan- und ein 0,05%iger Kohlenmonoxideis-Anteil bestimmt werden.

### Jahreszeiten
Tritons Rotationsachse ist 157° gegenüber der Rotationsachse des Neptun geneigt, die wiederum 30° gegenüber dessen Umlaufbahn um die Sonne geneigt ist. Daraus resultiert, dass Tritons Pole vorübergehend direkt der Sonne zugewandt sind, ähnlich denen des Planeten Uranus. Während Neptuns rund 165 Jahre dauernden Umlaufs um die Sonne herrscht zwischen den Zeiten, in denen er der Sonne seine Äquatorregion zuwendet, einmal am Nordpol und einmal am Südpol über 40 Jahre lang Sommer, während auf der abgewandten Seite Winter herrscht. Die damit verbundenen Temperaturunterschiede führen zu starken jahreszeitlichen Effekten.
Zum Zeitpunkt des Vorbeiflugs der Raumsonde Voyager 2 war 1989 der Südpol der Sonne zugewandt, während die Nordpolregion seit etwa 30 Jahren im Schatten lag, wo Temperaturen von bis zu −235 °C (38 K) herrschen. Dort waren Ablagerungen von gefrorenem Stickstoff und Methan erkennbar, die offenbar im Wechsel mit den Jahreszeiten immer wieder erwärmt werden, verdampfen und sich jeweils als Eis am im Schatten liegenden Pol niederschlagen.

### Innerer Aufbau
Vermutlich besteht Triton aus einem differenzierten Aufbau, einem Kern aus silikatischem Gestein und einer Kruste aus Wassereis. Forschungsergebnisse aus dem Jahr 2012 weisen außerdem auf die Möglichkeit hin, dass ein dünner, ammoniakreicher Ozean unter der Oberfläche existiert. Die Energie, um den Ozean unter der Oberfläche bei −90 °C flüssig zu halten, kommt vom Zerfall radioaktiver Stoffe in Tritons Innerem und der Gezeitenreibung, die beim Umlauf um Neptun entsteht.

## Erforschung
Vor dem Neptun-Vorbeiflug der Sonde Voyager 2 im Sommer 1989 wusste man von Triton nur sehr wenig, obwohl er seit 143 Jahren bekannt war. Er konnte zuvor nur durch erdgebundene Teleskope beobachtet werden und dabei seine Bahnelemente und seine Helligkeit bestimmt werden. Schätzungen über seine Größe beruhten auf der vermuteten Rückstrahlfähigkeit und variierten zwischen 3200 und 6000 km, da man annahm, dass Triton dunkler sei. Voyager 2 führte ein Swing-by an Neptun in 4824 km Entfernung durch, um Triton am 25. August 1989 in 39.790 km minimalem Abstand zu passieren. Die Geysire wurden bei späteren Auswertungen der Bilder am 2. Oktober 1989 entdeckt.
Seit dem Vorbeiflug wurde das Neptunsystem von erdbasierten Beobachtungen wie auch dem Hubble-Weltraumteleskop intensiv studiert.

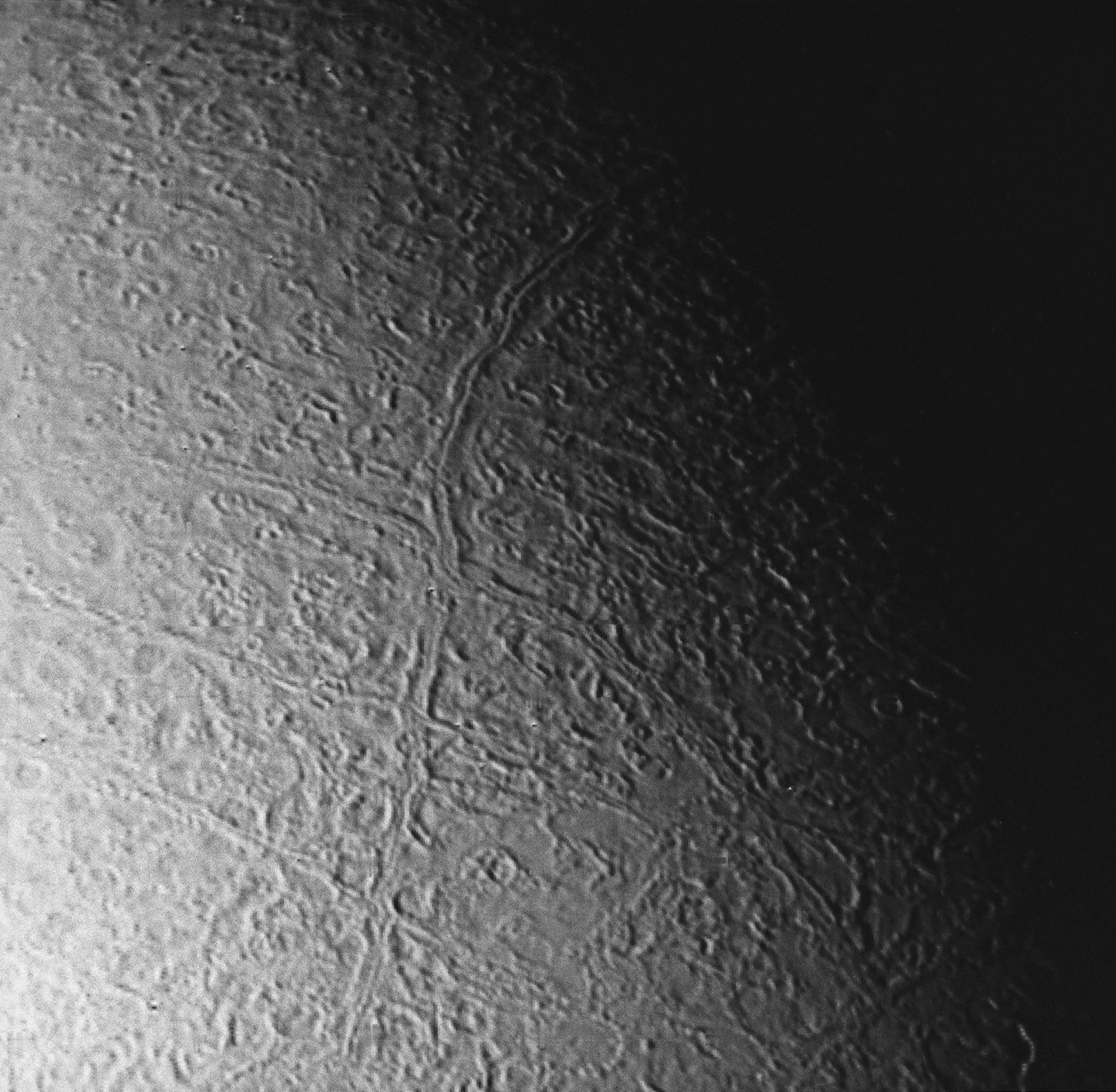
„Honigmelonen-Terrain“ mit Gräben in relativ jungem Gelände
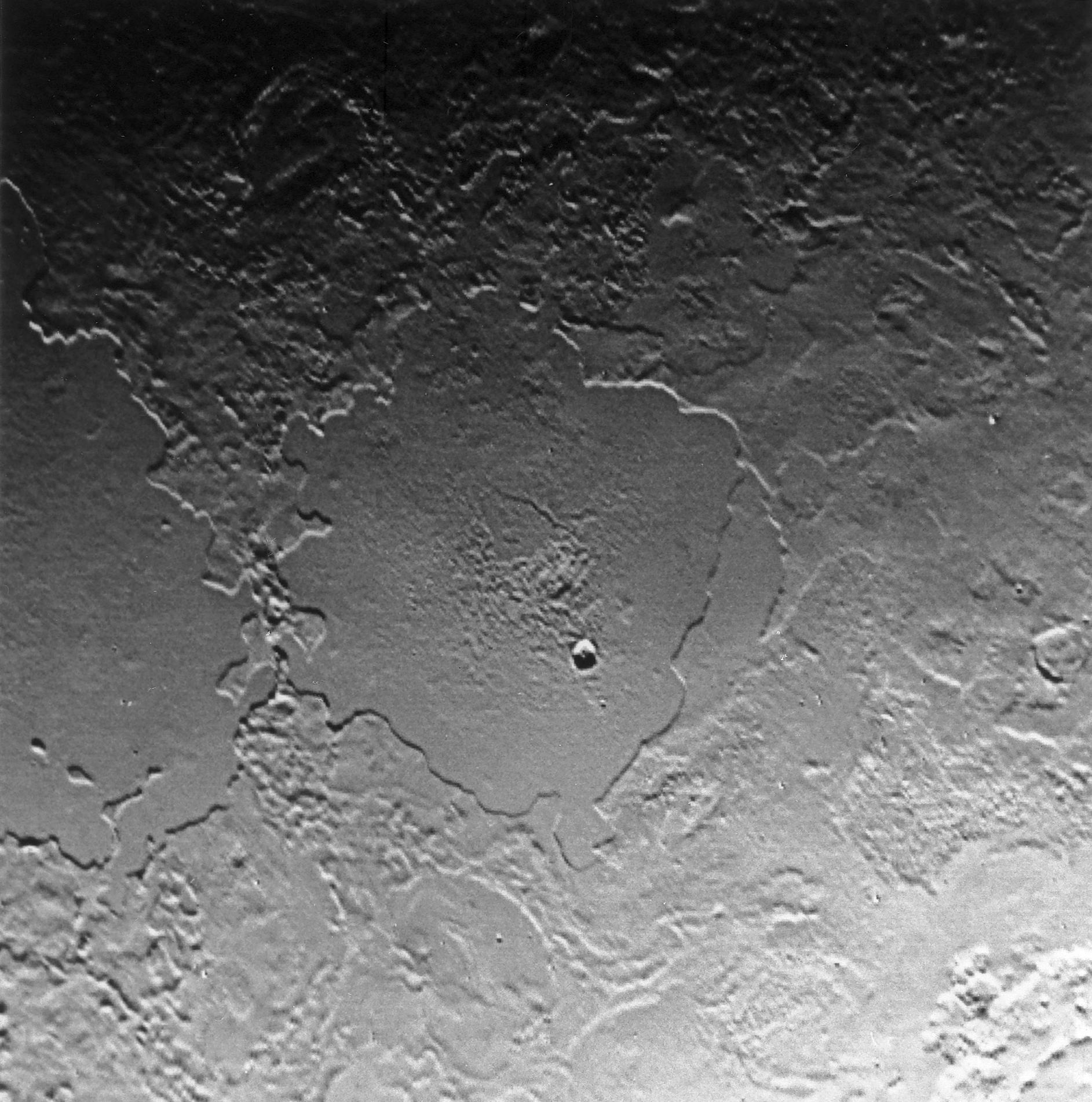
Zugefrorene Kraterseen mit einem Einschlagskrater
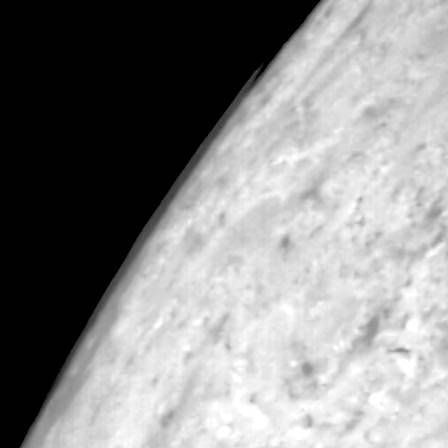
Eine Wolke in der Atmosphäre